# Ривалта ди Торино
Ривалта ди Торино (итал. Rivalta di Torino) је насеље у Италији у округу Торино, региону Пијемонт.
Према процени из 2011. у насељу је живело 10411 становника. Насеље се налази на надморској висини од 295 м.

## Становништво
Према резултатима пописа становништва 2011. у општини је живело 19.245 становника.
| 1931. | 1936. | 1951. | 1961. | 1971.  | 1981.  | 1991. | 2001.  | 2011.  |
| ----- | ----- | ----- | ----- | ------ | ------ | ----- | ------ | ------ |
| 1.991 | 1.915 | 2.174 | 2.520 | 10.358 | 13.990 | 1.936 | 17.565 | 19.245 |